# Konstantin Čerjomuškin
Konstantin Čerjomuškin také známý jako Čerjomuchin (Константин Г. Черёмушкин, 1963–1993) byl sovětský sériový vrah. Znásilnil a zabil čtyři dívky v příměstském městě Batajsk v Rostově na Donu v Rostovské oblasti v Ruské SFSR.

## Život
Přesné datum a místo Čerjomuškinova narození nejsou jasné. Byl rozmazleným dítětem, které vždycky dostalo, co chtělo. Je známo, že se Čerjomuškin v mládí dozvěděl, že jeho otec není jeho skutečným otcem, protože byl neplodný a dovolil matce mít děti s muži mimo rodinu. Odborníci se domnívají, že tento objev zdeformoval Čerjomuškinovu psychiku. Dvakrát byl souzen za krádež auta.
Série vražd začala v roce 1986. Čerjomuškin spáchal první vraždu (Světlany Jefimovové) dříve téhož roku, po níž její tělo upálil na hranici. Všechny tři následné vraždy (Jeleny Gajevové, Tanyi Chloboščiny a Oksany Jakovenkové) byly spáchány s extrémní brutalitou. Nabídl svým budoucím obětem svezení ve svém soukromém autě, poté je odvezl na odlehlé místo a znásilnil, než je zabil. Po vraždách Čerjomuškin svým obětem odřízl mléčné žlázy a vnější genitálie.
V té době v Rostovské oblasti operoval další vrah, Andrej Čikatilo. V rámci operace s názvem „Lesopolosa“, jejímž cílem bylo dopadení vraha, po něm pátral kompletní vyšetřovací tým prokuratury RSFSR. Vyšetřovatelé se zaměřili na vraždy v Batajsku a zpočátku předpokládali, že tam působí stejný vrah. Vyšetřování však odhalilo, že vraždy spáchala jiná osoba, která na místo přijela autem a odnesla si cennosti obětí (na rozdíl od Čikatila). Čerjomuškin doufal, že jeho zločiny budou srovnány s Čikatilovými. Vyšetřovatele překvapilo zjištění, že lstivý a opatrný vrah začal vraždit během rozsáhlé operace zaměřené na dopadení jiného zločince.
Počátkem roku 1989 byl Čerjomuškin zatčen a brzy se přiznal. 3. listopadu téhož roku ho Rostovský oblastní soud odsoudil k trestu smrti. V roce 1993 byl zastřelen.